# Badis pyema
Badis pyema (бадіс пьєма) — тропічний прісноводний вид риб з родини бадієвих (Badidae). Поширений в гірських районах на півночі М'янми. Зустрічається в дуже обмеженому районі поблизу міста Путао на півночі штату Качин.
Водиться в річці Нанхточаунг (англ. Nan Hto Chaung), що входить до складу басейну Іраваді. Нанхточаунг — річка зі швидкою течією, близько 3 м шириною, глибина в більшості місць не перевищує 0,5 м, водяна рослинність відсутня. Протікає лісистою гірською місцевістю. Вода в річці чиста й прозора, ґрунт складається з гірських порід, гравію і піску. На берегах ростуть густі ліси, які майже повністю затіняють водойму. Тримається Badis pyema в нижніх і середніх шарах води.
Наукова назва виду походить від місцевої назви, записаної в районі Путао: Nga-pye-ma.

## Опис
Badis pyema — зовсім маленька рибка, що сягає лише 35-45 мм завдовжки. Самці більші за самок.
Тіло дуже тонке, як на представника роду бадіс, його висота становить близько 30 % довжини. Ймовірно, так вид пристосувався до швидкої течії в середовищі свого проживання.
Спинний плавець має 16-17 твердих променів і 9-10 м'яких, анальний 6-8 м'яких променів. Хребців 28-29. У бічній лінії 27-28 лусок.
Основне забарвлення бежево-коричневе, уздовж боків нерівномірними горизонтальними рядами розташовані чорні цятки. Біля кореня хвостового плавця знаходиться характерна темна пляма.
За типом забарвлення B. pyema входить до групи B. corycaeus, що включає лише 2 види.

## Утримання в акваріумі
Badis pyema дуже рідко з'являється в акваріумах, а, зважаючи на обмежений ареал його поширення в природі, навряд чи коли набуде значної популярності.
Самці бадісів відзначаються територіальною поведінкою і сильно б'ються між собою. Тому рекомендується тримати цих риб парами або одного самця і декількох самок.
Обов'язковою є наявність в акваріумі схованок. Годують риб дрібним живим кормом.
Параметри води: температура 18-25°С, твердість 2-6°dH, показник pH6,5-7,5. В акваріумі потрібно створити рух води (течію). Для цього можна використовувати помпу або просто спрямувати вихідний розтруб фільтра уздовж довгої стіни акваріуму.
Цей вид декілька разів розводився в неволі. Нереститься подібно до інших представників цього роду. Нерест парний, відбувається в печері. Самець доглядає за потомством.